# Dặm địa lý
Dặm địa lý là một đơn vị đo chiều dài được xác định bằng 1 phút cung dọc theo xích đạo Trái Đất. Đối với hình phỏng cầu quốc tế năm 1924 thì nó bằng 1.855,4 mét. The American Practical Navigator năm 2017 định nghĩa dặm địa lý như là 6.087,08 foot (1.855,3420 m). Độ chính xác lớn hơn phụ thuộc nhiều vào chọn lựa hình elipxoit hơn là vào đo đạc kỹ lưỡng: chiều dài của xích đạo trong Hệ thống trắc địa thế giới WGS-84 là 40.075.016,6856 m, làm cho một dặm địa lý bằng 1.855,32485 m, trong khi Các hiệp ước IERS (2010) lại lấy xích đạo bằng 40.075.014,1723 m, làm cho một dặm địa lý bằng 1.855,32473 m, nghĩa là ngắn hơn 0,12 mm. Trong bất kỳ hình elipxoit nào thì chiều dài của một độ kinh độ ở xích đạo đều bằng 60 dặm địa lý.
Hình dạng Trái Đất là một hình phỏng cầu hơi dẹt, làm cho chu vi Trái Đất khi đo theo xích đạo là lớn hơn khoảng 0,168% so với khi đo xuyên qua các cực. Vì thế, dặm địa lý là hơi lớn hơn hải lý (trong quá khứ hải lý liên kết với chu vi Trái Đất đo xuyên qua hai cực); với một dặm địa lý là xấp xỉ bằng 1,00178 hải lý.

## Các đơn vị liên quan
Dặm địa lý liên quan chặt chẽ với hải lý, là đơn vị chiều dài lúc đầu được xác định là 1 phút cung dọc theo đường tròn lớn của Trái Đất, nhưng ngày nay được định nghĩa là chính xác bằng 1.852 mét. Viện Tiêu chuẩn và Công nghệ Quốc gia Hoa Kỳ (NIST) lưu ý rằng: "Hải lý quốc tế dài 1.852 mét (6.076,11549... feet) đã được thông qua có hiệu lực từ ngày 1 tháng 7 năm 1954 để sử dụng tại Hoa Kỳ. Giá trị trước đây được sử dụng ở Hoa Kỳ là 6.080,20 feet = 1 dặm (địa lý hoặc biển)." (Giá trị lỗi thời bị loại bỏ là 6.080,2 feet bằng 1.853,24496 m) Một tài liệu tham khảo riêng xác định dặm địa lý là đồng nhất với hải lý quốc tế 1.852 mét (ngắn hơn một chút so với hải lý Anh 6.080 foot (1.853,184 m)).
Đơn vị này không được sử dụng nhiều, nhưng được trích dẫn trong một số luật Hoa Kỳ (ví dụ, Đoạn 1301 (a) của Đạo luật Đất ngập nước Hoa Kỳ, trong đó xác định các ranh giới về phía biển của các bang theo dặm địa lý). Trong khi tranh luận những gì đã trở thành Pháp lệnh Đất đai năm 1785, ủy ban của Thomas Jefferson muốn chia đất công ở miền tây thành các trăm, mỗi trăm bằng 10 dặm địa lý vuông, với mỗi dặm bằng 6.086,4 foot và "chia nhỏ thêm thành các lô, mỗi lô 1 dặm vuông, hay 850,4 mẫu Anh".
Dặm địa lý của Đan Mạch và Đức (tương ứng là geografisk mil và geographische Meile hoặc geographische Landmeile) bằng 4 phút cung, và được nhà thiên văn học Ole Rømer của Đan Mạch xác định là khoảng 7.421,5 m. Ở Na Uy và Thụy Điển, dặm địa lý dài 4 phút này chủ yếu được sử dụng trên biển (sjømil), cho đến đầu thế kỷ 20.